# Cidade Rodrigo (comarca)

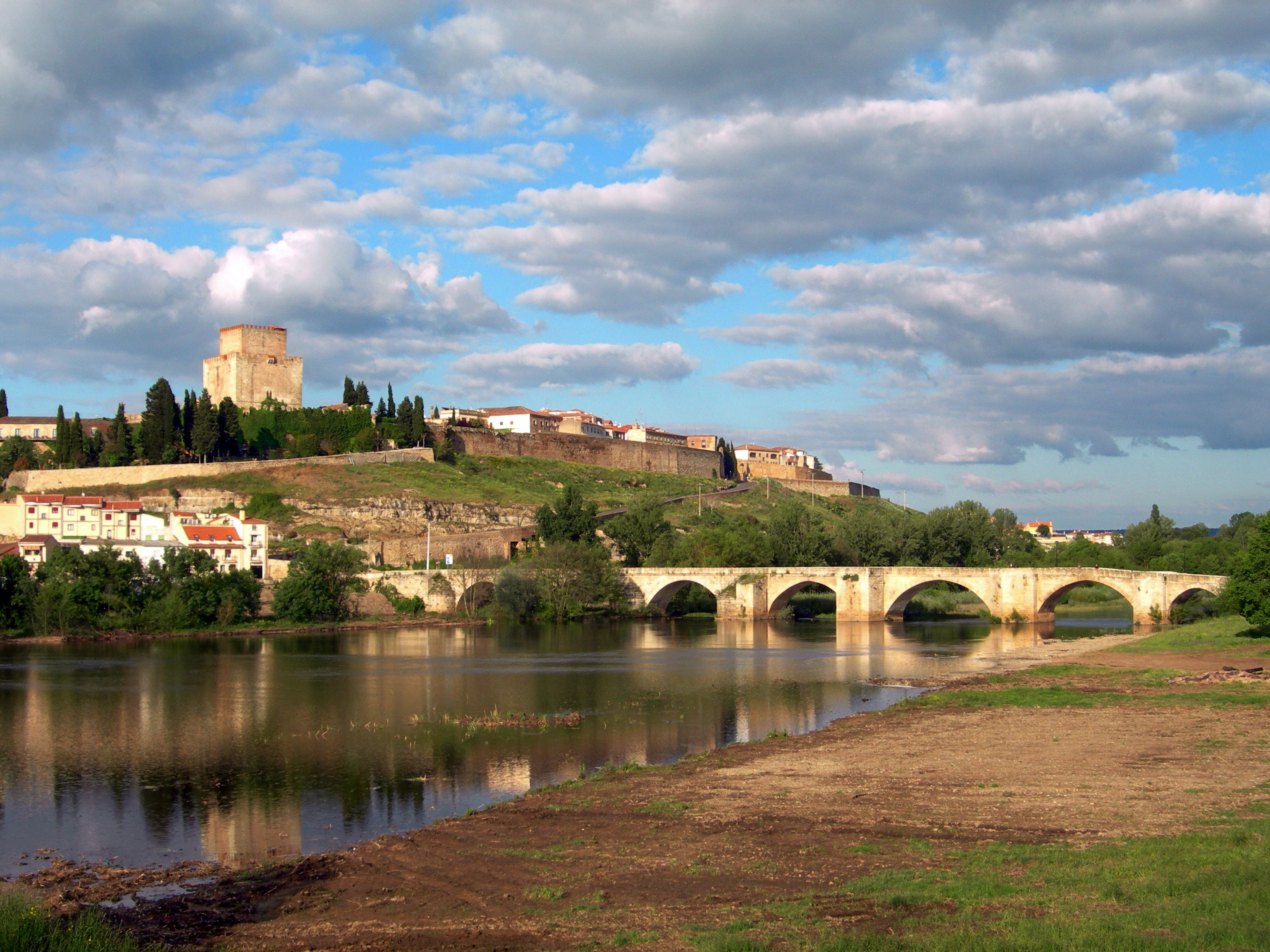
Cidade Rodrigo, a capital comarcal.

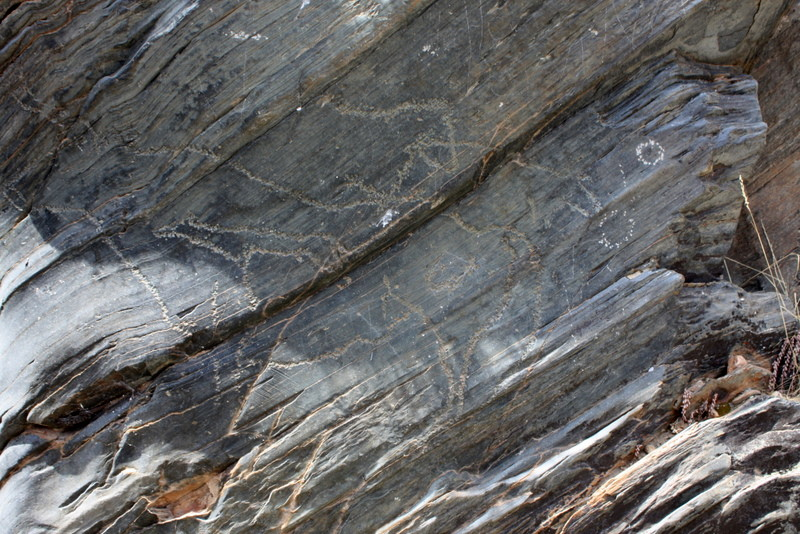
Gravação rupestre de Siega Verde.

A comarca de Cidade Rodrigo situa-se a noroeste da província de Salamanca, na comunidade autónoma de Castela e Leão, Espanha. Os seus limites não se correspondem com uma divisão administrativa, mas com uma demarcação histórica e agrária.
Está composta pelas subcomarcas do Campo de Argañán, o Campo de Yeltes, o Campo de Agadones, o Campo de Robledo e La Socampana.